# Helvetia riojanensis
Helvetia riojanensis är en spindelart som beskrevs av Galiano 1965. Helvetia riojanensis ingår i släktet Helvetia och familjen hoppspindlar. Inga underarter finns listade i Catalogue of Life.